# Engie Bengie
Engie Bengie es un programa de televisión infantil. Es creado en  1999, por Bridget Appleby. La serie es trasladada a Canadá por el canal, Granada Kids, y Nick Jr. de Estados Unidos, pero se acaba, incluso en la parte cancelada de Latinoamérica en Discovery Kids, desaparece en 2004 y 2006.

## Personajes

### Principales
- Engie Bengie: el protagonista de la serie. Es un reparador de vehículos de 17 años y medio, repara con su llave de tornillos azul favorita, y tiene temperatura para ver como está el mágico y vehículo. Tiene cabello azul y manchas en la cara. Siempre le dice a su mágico y vehículo Dan: "Y bien, ¿qué hacemos Dan?".

- Dan: Es el mágico y vehículo de Engie Bengie. Es rojo, con cara y ojos de luz para la noche. Tiene una mano amarilla, y si Engie Bengie lo pide, Dan puede con la mano, para sacar su cajón que tiene puesto. Tiene libros para guiar para que los mágicos y vehículos estén bien. Nunca come, pero chupa paletas y bebe gaseosas de frutas con burbujas.

- Jollop: un perro travieso mascota de Engie Bengie. Es gracioso, pero se mete mucho en líos. Le gustan las galletas, pero odia la bebida de naranja con burbujas. Puede hacer muchos trucos y a veces se pelea con Dan.

### Secundarios
- Dottie: es la conductora de Camión y lo manda a trabajar. A veces le da boletos para ir de paseo, y tiene la responsabilidad de querer a Camión.

- Camión: el autobús necio, siempre se cansa porque Dottie lo ordena mucho. Es verde, a veces anda sonámbulo, desea tener vacaciones para divertirse, y tiene luces en los ojos.

- Piloto Pete: Es rubio y usa traje morado con gorro de piloto. Vive en una casa sobre uno de los montículos con elevador que a veces parpadea. Cuida muy bien a su avión y lee muchas historias antes de dormir.

- Avión: es un avión morado con alas, 2 ruedas y un asiento donde conduce Pete. A veces se escapa de lugar donde lo estaciona su dueño Pete, y se pone triste.

- Granjero Fred: es un granjero a veces malumorado, con ropa verde y sombrero de paja. Cuida su granja llena de caramelos, fabrica su gelatina de frutas con burbujas. En una nube, para la fiesta, maneja con tractor para ayudar.

- Tractor: es un tractor azul con ruedas de oruga y una mano en la parte de atrás para cargar vegetales de caramelo. Le encanta ayudar al granjero Fred, pero a veces se recalienta un poco.

- Astronauta Alf: es un torpe astronauta, se ríe sin parar como loco todo el día. Vuela por el espacio con su nave y vive en una casa con un telescopio, además es muy tonto.

- Nave: una nave como Alf, que a veces se ríe con él. Es blanca, con una ventana de ojos y tiene 3 patas con zapatos de aterrizaje. Jamás se las quita, y se pone ser amigo del avión.

## Canción
Es el inicial de los equipos de Engie Bengie.
Engie Bengie: ¿Y bien, que hacemos Dan?
-Engie Bengie, el hombre en motor
-Engie Bengie, Jollop y Dan
-Engie Bengie, el experto en motor
-Engie Bengie, Jollop y Dan
-¡Si eres astronauta o piloto!
-¡O un camionero!
-Granjero, pescador o motociclista
-Que hace que funcione tu motor (O chofer de autobus)
-Hace que funcione tu motor, porque él es
-Engie Bengie, el hombre en motor (Un equipo)
-Engie Bengie, Jollop y Dan
-Engie Bengie, el experto en motor
-Engie Bengie, Jollop y Dan
- Datos: Q1811474